# Louis Thiétard
Louis Thiétard (Anzin, 31 mei 1910 - Saint-Gilles-Croix-de-Vie
, 21 januari 1998) was een Frans wielrenner.

## Levensloop en carrière
Thiétard was beroepsrenner van 1932 tot 1950. Hij won onder meer Parijs-Camembert, de Ronde van de Doubs en de Klimmerstrofee.

## Resultaten in voornaamste wedstrijden
| Jaar | Ronde van Italië | Ronde van Frankrijk | Ronde van Spanje |
| ---- | ---------------- | ------------------- | ---------------- |
| 1935 |                  | 36e                 |                  |
| 1936 |                  | 13e                 |                  |
| 1937 |                  | opgave              |                  |
| 1938 |                  | 15e (1)             |                  |
| 1939 |                  | 17e                 |                  |
| 1942 |                  |                     | 15e              |
| 1943 |                  |                     |                  |
| 1944 |                  |                     |                  |
| 1945 |                  |                     |                  |
| 1946 |                  |                     |                  |
| 1947 |                  | opgave              |                  |
| 1948 |                  | 9e                  |                  |
| 1949 |                  | opgave              |                  |

| Jaar | Ronde van Vlaanderen | Parijs-Roubaix | Luik-Bast.‑Luik | Ronde van Lombardije |
| ---- | -------------------- | -------------- | --------------- | -------------------- |
| 1935 |                      |                |                 |                      |
| 1936 |                      |                |                 |                      |
| 1937 |                      |                |                 |                      |
| 1938 |                      |                |                 |                      |
| 1939 |                      |                |                 |                      |
| 1942 |                      |                |                 |                      |
| 1943 |                      | ↑              |                 |                      |
| 1944 |                      | ↑              |                 |                      |
| 1945 |                      | 4e             |                 |                      |
| 1946 | ↑                    |                |                 |                      |
| 1947 | 5e                   | ↑              | 4e              | 5e                   |
| 1948 |                      |                |                 |                      |
| 1949 |                      | 12e            |                 |                      |